# K. T. Stevens
K. T. Stevens (nacida Gloria Wood; Los Ángeles, California, 20 de julio de 1919–13 de junio de 1994) fue una actriz estadounidense. Era hija del director Sam Wood, y su primera aparición en el cine tuvo lugar a los dos años de edad en una película muda de su padre, Peck's Bad Boy (Chiquilín no tiene enmienda). De adulta, cambió su nombre para distanciarse de la fama de su padre. En 1946 se casó con el actor Hugh Marlowe, del cual se divorció a finales de los años sesenta. 
Stevens apareció en diversos títulos en las décadas de 1940 y 1950, incluyendo Port of New York (Puerto de Nueva York) con Yul Brynner. Además actuó en episodios para la televisión y en el culebrón diario The Young and the Restless. Su último papel cinematográfico, antes de fallecer de un cáncer de pulmón, fue en Corina, Corina, en 1994, junto a Whoopi Goldberg.
- Datos: Q3191298
- Multimedia: K. T. Stevens / Q3191298